# Hôtel de Bondeville
Pour les articles homonymes, voir Bondeville (homonymie).
L’hôtel de Bondeville est un hôtel particulier situé à Paris en France, dans le Marais.

## Localisation
Il est situé aux 4 et 6 rue des Haudriettes, dans le 3e arrondissement de Paris. 

## Histoire
Il fut construit au XVIIe siècle sur une propriété qui appartenait en 1555 à Thomas Raponel, seigneur de Bondeville, pour la famille de Mailly qui en était propriétaire de 1680 à 1784. Le « Comptoir de la bimbeloterie » évoqué par Alphonse Daudet dans Fromont jeune et Risler aîné (1874) y était installé à la fin du  XIXe siècle.

## Architecture
Il comprend un corps entre cour et jardin avec deux ailes surélevées d'un étage au XVIIIe siècle. Le jardin à l'arrière a été en partie loti, en partie reconstitué. Le mascaron sur le portail représente Hercule coiffé de la peau du lion de Némée.   
Ce bâtiment fait l’objet d’une inscription au titre des monuments historiques depuis le 16 juin 1961.